# 滑液囊
滑液囊（英語：synovial bursa），又稱滑囊、滑膜囊，是由滑膜包圍的小型封閉性囊袋狀結締組織，其內充滿少量黏性液體（滑液），稠度類似「生蛋白」，常位於關節處，關節活動時可作為骨骼、肌腱、肌肉之間的緩衝，使減少摩擦並方便自由活動。人體大部分的主要關節附近常能發現此構造。

## 臨床意義
感染或刺激可能造成滑液囊發炎，即為滑囊炎。